# Bukur (Sumbergempol)
Bukur is een bestuurslaag in het regentschap Tulungagung van de provincie Oost-Java, Indonesië. Bukur telt 2770 inwoners (volkstelling 2010).